# Cliff Woodbury
Cliff Woodbury (ur. 8 lipca 1894 roku w Chicago, zm. 13 listopada 1984 roku w Alton) – amerykański kierowca wyścigowy.

## Życiorys
W swojej karierze Woodbury startował głównie w Stanach Zjednoczonych w mistrzostwach AAA Championship Car oraz towarzyszącym mistrzostwom słynnym wyścigu Indianapolis 500, będącym w latach 1923-1930 jednym z wyścigów Grandes Épreuves. W pierwszym sezonie startów, w 1926 roku w wyścigu Indianapolis 500 uplasował się na trzeciej pozycji. W mistrzostwach AAA łącznie czterokrotnie stawał na podium. Z dorobkiem 360 punktów został sklasyfikowany na czternastej pozycji w klasyfikacji generalnej. Rok później ponownie czterokrotnie stawał na podium. Uzbierane 330 punktów dało mu dziesiąte miejsce w klasyfikacji mistrzostw. W sezonie 1928 w mistrzostwach AAA był ósmy, odnosząc jedno zwycięstwo. W ostatnim swoim starcie, w 1929 roku startował w Indy 500 z pole position, jednak miał wypadek na trzecim okrążeniu. Dorobek 200 punktów dał mu piąte miejsce w mistrzostwach.